# Félix Díaz (futbolista)
Félix Díaz (Buenos Aires, Argentina, 27 de febrero de 1927-25 de febrero de 2004) es un exfutbolista argentino que jugaba de delantero.

## Trayectoria
Su carrera profesional la inició en 1940, jugando en Racing Club de Avellaneda. En este club jugó por cuatro años, pasado en 1945 a Newell's Old Boys y al año siguiente a Atlanta. En 1947 se integra al Club de Gimnasia y Esgrima La Plata, pasando ese mismo año al fútbol chileno, integrándose a Green Cross y al año siguiente a Santiago Wanderers de Valparaíso. En 1949 volvió a Green Cross esta vez por dos temporadas, además de consagrarse como el máximo goleador de la liga chilena en 1950 anotando 21 goles. Posteriormente volvió a Santiago Wanderers, dando término a su carrera como futbolista profesional.

## Estadísticas

### Clubes
| Club                        | País      | Año         |
| --------------------------- | --------- | ----------- |
| Racing Club                 | Argentina | 1940 − 1944 |
| Newell's Old Boys           | Argentina | 1945        |
| Atlanta                     | Argentina | 1946        |
| Gimnasia y Esgrima La Plata | Argentina | 1947        |
| Green Cross                 | Chile     | 1949 - 1952 |
| Santiago Wanderers          | Chile     | 1953 − 1956 |

### Distinciones individuales
| Distinción                               | Año  |
| ---------------------------------------- | ---- |
| Goleador de la Primera División de Chile | 1950 |